# Michael Siricius (Pastor)

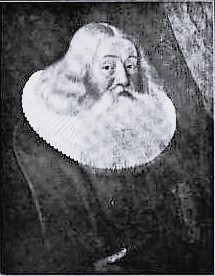
Michael Siricius, Ausschnitt aus dem ganzfigurigen Porträt von Matthias Black (1646) in der Marienkirche, 1942 zerstört

Michael Siricius, latinisiert aus Sircks (* um 1588/89 in Lübeck; † 7. Dezember 1648 ebenda) war ein deutscher evangelisch-lutherischer Geistlicher und Autor.

## Leben und Wirken
Michael Siricius stammte aus einer Kaufmannsfamilie und war der Sohn des Schiffers und Ältermanns der Bergenfahrer, Michel Syrcks und dessen Frau Salome Dyker. Nach dem Besuch des Katharineums zu Lübeck studierte er seit dem 17. Juli 1610 an der Universität Wittenberg. 1611 verteidigte er seine Disputation und graduierte am 11. März 1611 zum Magister der philosophischen Wissenschaften. Bis 1614 erscheint er mehrfach als Respondent, am 1. Mai 1614 wurde er als Adjunkt an der philosophischen Fakultät aufgenommen.
1614 berief ihn der Rat seiner Heimatstadt zum Prediger an der Marienkirche; 1625 wurde er ihr Hauptpastor, was er bis an sein Lebensende blieb. In diesem Amt hielt er 1643 die Leichenpredigt für den Superintendenten Nikolaus Hunnius und 1646 die Einführungspredigt für dessen Nachfolger Menno Hanneken.
Im Juni 1645 hielt er als Reaktion auf ein Duell mit für beide Duellanten tödlichem Ausgang eine Strafpredigt gegen alle Todtschläger, Duellanten, unnd Balger, die auch gedruckt verbreitet wurde und die entsprechenden obrigkeitlichen Verordnungen gegen Duelle anführte.
Siricius war zunächst mit Gertrud Timmermann (verh. Bremer), der Tochter des Kauf- und Handelsmanns Dietrich Timmermann und dessen Frau Magaretha Carstens, verheiratet. Aus dieser Ehe stammt die Tochter Magdalena Sirich (* 11. Juli 1621 in Lübeck; † 12. August 1684 in Siebühl/Ziebuel in Mecklenburg, begr. 16. September 1684 im Dom von Lübeck), welche in erster Ehe am 7. September 1638 mit den Hofprediger und Superintendenten von Schwerin Joachim Walther († 1651) verheiratet war und in zweiter Ehe 1651 den Rektor der Domschule in Schwerin Ernst Beuster († 1667) heiratete. Nach dem Tod seiner ersten Frau heiratete Siricius Agneta Reuter, Tochter des Lübecker Ratsherrn Gerhard Reuter († 1631). Aus der zweiten Ehe stammten die Söhne Michael (1628–1685), Professor in Rostock, Johann (1630–1696), Jurist und Bürgermeister in Lübeck, und Christoph (1632–1692), Ratssekretär in Lübeck.
Matthias Black schuf 1646 ein ganzfiguriges Porträt und Epitaph, das zunächst im Chorumgang der Marienkirche am zweiten südlichen Chorpfeiler und später in der Sakristei hing und hier beim Luftangriff auf Lübeck 1942 verbrannte.
Zusammen mit den anderen an der Gründung Lübecker Stadtbibliothek beteiligten Pastoren, Mitgliedern des Rates und Lehrern des Katharineums findet sich sein Name und Wappen am 1619 geschaffenen umlaufenden Fries der Regale im heutigen Scharbausaal.
Sein Nachfolger als Hauptpastor wurde Jacob Stolterfoht.

## Werke
- Disputatio Posterior De Forma Lectionis Scripturae Hebraeae / Quam … die 23. Novembris, Praeside … Laurentio Fabritio … Pro viribus defendet Michael Siricius Lubecensis. Wittebergae: Gormanus 1610
- Disputatio De Vera Et Genuina Significatione Radicum […] opposita Socino, Piscatori & aliis, qui harum radicum significationibus male abutuntur / Quam … in celeberrima Academia Wittebergensi, Pro Loco In Facultate Philosophica sibi aßignato, publice examinandam exhibet M. Michael Siricius Lubecensis. Respondente Abrahamo Neandro, Misnensi Alumn. Elect. Sax. Instituetur disputatio 5. Augusti in Auditorio magno horis matutinis. Witebergae: Henckelius 1614

Digitalisat des Exemplars der Staatsbibliothek zu Berlin
- Iustitiae Et Misericordiae Dei Temperamentum: Zwo Christliche Predigten Vom Krieg und Frieden; Für den Hochansehnlichen Königlichen Herrn Abgesandten/ nach beschlossenen und publicirten Friede/ auff dero Begehren zu Lübeck gehalten/ und jetzt in den Druck gegeben. Lübeck: Embß 1629
- Eine Christliche und in Gottes Wort gegründete Predigt Vom Grewel der Verwüstung. Den 25. Sontag nach Trinit. in S. Marien Kirchen in Lübeck gehalten. [Lübeck]: Schmalhertz, 1644
- Hirten-Schule Das ist Christliche Predigt Von dreyerley Hirten. Als: Feld/ Welt und Seelen-Hirten: Auff den Sontag Misericordias Domini aus dem ordentlichen Evangelio Johan. 10. Anno 1643. gehalten: Wie eben denselben Tag/ der … Herr/ Nicolaus Hunnius S.S. Theol. D. Superint: und … Seelen-Hirte zu Lübeck … ist … in S. Marien Kirchen begraben worden; Da hinzu gethan von seinem Leben und Wandel/ Beruff und … Abschied/ so viel man davon glaubwürdig haben können. [Lübeck]: Schernwebel, 1643
- M. Michael Sircks Past: Lüb: Warnungs Predigt/ Darinnen/ wie durch eine Göttliche Kette und Donnerstrael/ alle Todtschläger/ Duellanten, unnd Balger von ihren unmenschlichen Mordthaten abgezogen und abgeschrecket werden: Sampt Römischer Käyserl: Mayest: Königs in Franckreich/ König in Dennemarck Mayest: auch F.G. von Holstein unnd der Käyserl: Frey Stadt Lübeck Mandaten und Edicten; Gehalten auß dem 7. Cap: Echez. in der Pfarrkirchen zu S. Marien in Lübeck Anno 1645. den 13. Junii/ wie kurtz zuvor den 2. Junii zween Adeliche Persohnen uneins worden in ein Duellum gerathen/ und beyde auff der Wahlstat blieben. Lübeck: Volck, 1645

Digitalisat des Exemplars der Herzog August Bibliothek